# Широкшиніт
Широкшиніт (англ. Shirokshinite) — рідкісний мінерал групи слюд з формулою K(NaMg2)Si4O10F2.
Відкритий в 2003 р. вченим І. В. Пековим та іншими. Широкшин — перший мінерал з групи слюд з натрієм, що входить до октаедричних шарів, а не займає міжшарову позицію. Широкшиніт своїм існуванням довів ймовірність поділу калію і натрію повністю, по абсолютно різних позиціях в структурі мінералу.
Мінерал був виявлений дослідниками на Кольському півострові Росії, в Хібінах, на Кіровському руднику Кукісвумчорр на рівні +252 метра. Свою назву Широкшиніт отримав на честь відомого російського вченого-геолога Широкшина М. В., який займався в тому числі і вивченням Хібінського гірського масиву.